# Pandanus pyramidos
Pandanus pyramidos är en enhjärtbladig växtart som beskrevs av Harold St.John. Pandanus pyramidos ingår i släktet Pandanus och familjen Pandanaceae.
Artens utbredningsområde är Vanuatu. Inga underarter finns listade.